# Leeming
Leeming är en by i North Yorkshire i England. Orten har 2 922 invånare (2001).